# 灰角中学
灰角中学是一所位于加拿大卑诗省温哥华嘉利士杜和桑拿斯社区的公立中学。

## 学校概况
主楼包含大部分学校教室。一楼设有饭堂、小食店和缝纫室。 二楼设有办公室、图书馆、礼堂、乐队室、小健身房、男女健身房。大多数数学和艺术和技术教室都在这个楼层。三楼有英文、法文、西班牙文、日文、社会科学教室。四楼有一个从不开放的神秘的游泳池。还有一个科学之翼，内有7间教室。还有一个戏剧室。

## 历史
主楼哥特风格建筑建于1929年。

## 著名校友
- 埃文·戈德堡，导演
- 狄德安，卑诗省议员
- 吉尔·贝罗斯，演员
- 杰斯·摩斯，演员
- 吕品韬，运动员
- 塞思·罗根，演员
- 吴亦凡，歌手、演员